# Arma 3
Arma 3 — відеогра серії Arma, розроблена студією Bohemia Interactive (BI) для ОС Windows, жанру тактичний шутер у відкритому світі. Альфа-версія вийшла 5 березня, випуск бета-версії відбувся 25 червня, а повний реліз — 12 вересня 2013 року.
Дія гри знову розгортається на просторах острова, цього разу змальованого з реального острова Лемнос.

## Сюжет
Сюжет гри дороблюється в ході розробки.
Дія відбувається в майбутньому, 2030-ті роки. Основні збройні сили США ведуть боротьбу з Китаєм за острови Тихого океану. Туреччина знесилена невідомою катастрофою екологічного або техногенного характеру. В цій ситуації відроджений Іран розширює свою військову експансію на Середземне море.
НАТО ініціює операцію під назвою «Магнітуда» й відправляють загін спеціального призначення з головним героєм — капітаном Скоттом Міллером — на острів, що знаходиться в Середземному морі, глибоко в тилу ворога. Ціль операції прямо пов'язана з якимсь «військовим секретом», який зможе змінити хід війни. Однак під час десантування весь загін знищують, в живих залишається тільки капітан Міллер. Йому доведеться пройти нелегкий шлях — від виживання на ворожій території, до командування військовим загоном, на плечі якого буде покладено успішне завершення операції.

## Розробка
Гра була офіційно анонсована 19 травня 2011 року. У квітні 2012 року BIS опублікувала трейлер гри. Повідомлялось, що гра вийде в кінці літа, однак у серпні випуск був перенесений на кінець 2012 року. Далі BIS заявила, що випуск гри переноситься на 2013 у зв'язку з відкладанням гри і арештом двох розробників.
22 лютого стало відомо, що Arma 3 буде працювати тільки через Steam — коробкова версія гри потребує установки цього сервісу, а цифрова буде продаватися тільки через Steam..
Альфа-версія гри вийшла 5 березня, бета-версія очікується в II кварталі, й повний реліз у III кварталі 2013 року. Альфа-версія буде коштувати 25 євро, є також більш дорогі версії з додатковим контентом, покупці бета-версії заплатять уже 35 євро, й повна версія — 45 євро.

## Політичні конфлікти

### Арешт розробників у Греції
10 вересня 2012 року ЗМІ Греції повідомили, що були заарештовані два розробника гри — Іван Бухта (Ivan Buchta) та Мартін Пезлар (Martin Pezlar) за підозрою в шпигунстві, максимальна міра покарання за який — 20 років позбавлення волі. BIS закликала владу Греції звільнити двох її співробітників. Питання про арешт чехів піднімали на всіх зустрічах керівники країни, в Празі біля посольства Греції пройшли кілька демонстрацій. 15 січня 2013 року було оголошено, що чехи звільнені під заставу в розмірі 5000 євро з кожного, при цьому розслідування справи буде продовжуватися.

### Заборона гри в Ірані
У вересні 2012 року уряд Ірану заявив, що Arma 3 буде заборонена в країні, бо в грі іранські військові постають в образі ворога.

## Місце дії
Дія гри Arma 3 буде відбуватися на просторах вигаданого острова Альтіс, створеного за мотивами реального острова Лемнос (Греція), що художньо відтворений на основі загально доступних даних. Острів буде включати в себе фотореалістичну місцевість та водне середовище. Світ гри буде великим, не бачений в серіях Arma, 900 квадратних кілометрів. На острові будуть представлені понад 50 селищ із будівлями, які є одночасно «відкриті» та руйнівними.
Крім цього, в грі буде змодельований острів Стратіс.

## Особливості
- Однокористувацька кампанія — Розвивається, виходячи з дій командира у відкритій і сюжетній кампанії.
- Транспортні засоби та зброя — Керуйте добре змодельованими літаками, автомобілями та суднами, стріляйте з усього, починаючи з пістолетів і закінчуючи складною стаціонарною зброєю.
- Налаштована екіпіровка солдат — Вибирайте свою форму, збирайте свій комплект зброї, змінюйте своє спорядження.
- Фізичне моделювання і поліпшені анімації — Використання PhysX™, доступна підтримка моделювання транспортних засобів, взаємодія об'єктів у грі та оновлена система анімацій.
- Багате та аутентичне середовище — Беріть участь у боях на реалістичному середземноморському острові, створеним/змодельованим виходячи з реальних географічних даних.
- Мультиплеєр — Сучасні та конкурентні сценарії, з повною підтримкою виділених серверів для Windows і Linux, таких як Fozzy Game Servers for ARMA 3[16] та ін.
- Редактор місій — Проектування та створення власних сценаріїв, використовуючи інтуїтивний і простий у використанні редактор місій.